# Січень (фільм, 2022)
Січень (латв. Janvāris) — фільм латвійського режисера Вієстурса Кайріша. Вперше фільм представлений 10 червня 2022 року на кінофестивалі у Трайбеці.

## Історія створення
Проєкт художнього фільму «Січень» був відібраний на тематичному спеціалізованому конкурсі повнометражних фільмів Національного кіноцентру та отримав базове фінансування від Eurimages у розмірі 190 000 євро — 13,09 % від загального бюджету фільму.
Виробництво фільму також підтримали Литовський кіноцентр, Польський інститут кіномистецтва та Латвійський фонд.
Саме тому, що у фільмі представлені події 1991 року та він є майже автобіографічною історією барикад, його тема та художнє вирішення сподобались представникам багатьох країн Східної Європи, і це було однією з причин підтримки проєкту в експертному голосуванні.
Зі свого боку,  В. Кайріш зазначив, «що досвід окремої людини набагато важливіший для нього, ніж бурхливість суспільних процесів. Тому фільм не про боротьбу за свободу і не про рішучість захисників барикад стояти до кінця, а про кристалізацію особистості в надзвичайно концентрованому часовому проміжку».

## Сюжет
Фільм розповідає про січневі події 1991 року у Ризі та Вільнюсі.
Вісімнадцятирічний Яж мешкає у Ризі, захоплюється кінозйомкою та по закінченню середньої школи намагається вступити до кіношколи. До того ж він чекає на призов до Радянської армії.
У кіношколі він знайомиться з іншими учнями, зокрема з дівчиною, на ім'я Анна. Вони починають зустрічатися, але невдовзі Анна, яка запрошена працювати у знімальній групі режисера Юріса Подніекса, уїжджає на зйомки до Вільнюса.
Закоханий Яж їде за нею та випадково стає свідком придушення протестів прихильників незалежності Литви радянськими військами.
Повернувшись до Риги він опиняється біля будинку Верховної Ради  та разом з іншими прихильниками незалежності Латвії бере участь у будівництві барикад, одночасно фільмуючи події.
На барикадах Яж зустрічає Анну та інших членів знімальної групи Ю. Подніекса, один з яких гине під час атаки радянських військових.
Фільм завершується титрами із посвятою «всім режисерам, які загинули при зйомках нашої історії».

## Благодійність
10 жовтня 2022 року у ризькому кінотеатрі «Splendid palace» відбувся благодійний показ фільму на заклик щодо підтримки української кіноіндустрії в умовах воєнного стану.

## Сприйняття
За відгуком видання Latvijas Sabiedriskais medijs (LSM) «завдяки автентичності сюжету та героїв фільму, що є його найбільшою перевагою, режисеру Вієстурсу Кайрішу також вдалося створити цікавий, красивий і повний фільм, у якому гарна акторська гра чергується з чудовою, живою візуальною мовою».

## Нагороди
- Нагорода кінофестивалю у Трайбеці у категорії «Найкращий міжнародний повнометражний фільм»[6];
- Латвійська національна кінопремія у категоріях: «Кращий повнометражний  фільм», «Кращий кінохудожник», «Кращий актор», «Кращий монтаж», «Кращий дизайн костюмів», 2022[7];
- Нагороди Римського міжнародного кінофестивалю у категоріях: «Найкращий фільм», «Найкращий режисер», «Найкращий актор», 2022[8];
- Приз Варшавського міжнародного кінофестивалю у категорії «Найкраща режисура», 2022[9];
- Національна Литовська кінопремія у категорії «Найкраще спільне виробництво», 2023[10];
- Нагорода Фестивалю кіно Центральної та Східної Європи у категорії «Вибір етеру 3sat», 2023[11].